# Kaspi
Kaspi (georgiska კასპი) är en stad i Inre Kartlien i centrala Georgien som år 2014 hade 13 423 invånare.